# Santo Loquasto
Santo Richard Loquasto (Wilkes-Barre, 26 luglio 1944) è uno scenografo, costumista e designer statunitense di origini italiane, attivo al cinema e in teatro e candidato tre volte all'Oscar in tre film di Woody Allen, con il quale ha collaborato dal 1980 al 2019.

## Premi e riconoscimenti
- BAFTA alla migliore scenografia 1987 per Radio Days
- Tony Awards 1989 per Cafe Crown

## Filmografia parziale

### Costumista
- Stardust Memories (1980)
- Zelig (1983)
- Cercasi Susan disperatamente (Desperately Seeking Susan) (1985)

### Scenografo
- Cercasi Susan disperatamente (Desperately Seeking Susan), regia di Susan Seidelman (1985)
- Radio Days, regia di Woody Allen (1987)
- Settembre, regia di Woody Allen (1987)
- Un'altra donna (Another Woman), regia di Woody Allen (1988)
- Misterioso omicidio a Manhattan (Manhattan Murder Mystery), regia di Woody Allen (1993)
- Crimini e misfatti (Crimes and Misdemeanors), regia di Woody Allen (1989)
- Ombre e nebbia (Shadows and Fog), regia di Woody Allen (1991)
- Pallottole su Broadway (Bullets Over Broadway), regia di Woody Allen (1994)
- Hollywood Ending, regia di Woody Allen (2002)
- Anything Else, regia di Woody Allen (2003)
- Melinda e Melinda, regia di Woody Allen (2004)
- Blue Jasmine, regia di Woody Allen (2013)
- Irrational Man, regia di Woody Allen (2015)
- Café Society, regia di Woody Allen (2016)
- La ruota delle meraviglie - Wonder Wheel (Wonder Wheel), regia di Woody Allen (2017)
- Un giorno di pioggia a New York (A Rainy Day in New York), regia di Woody Allen (2019)